# Pianoconcert nr. 25 (Mozart)
Pianoconcert nr. 25 in C majeur, KV 503, is een pianoconcert van Wolfgang Amadeus Mozart. Hij voltooide het stuk op 4 december 1786.

## Orkestratie
Het pianoconcert is geschreven voor:
- Fluit
- Twee hobo's
- Twee fagotten
- Twee hoorns
- Twee trompetten
- Pauken
- Pianoforte
- Strijkers

## Onderdelen
Het pianoconcert bestaat uit drie delen:
1. Allegro maestoso
2. Andante
3. Allegretto